# Micrommata diesenhoff
Espèce
Micrommata diesenhoff est une espèce d'araignées aranéomorphes de la famille des Sparassidae.

## Distribution
Cette espèce est endémique de Sierra Leone. Elle se rencontre dans les monts Loma vers Miramira.

## Description
Le mâle holotype mesure 7,4 mm et la femelle paratype 11,9 mm, les mâles mesurent de 6,8 à 7,4 mm et les femelles de 9,5 à 12,2 mm.

## Systématique et taxinomie
Cette espèce a été décrite par Jäger en 2023.

## Étymologie
Cette espèce est nommée en l'honneur de la famille Diesenhoff. 

## Publications originales
- Jäger, 2023 : « Revision of the huntsman spider genus Micrommata Latreille, 1804 (Sparassidae: Sparassinae). » Zootaxa, no 5352(1), p. 1-45.